# Ibram X. Kendi

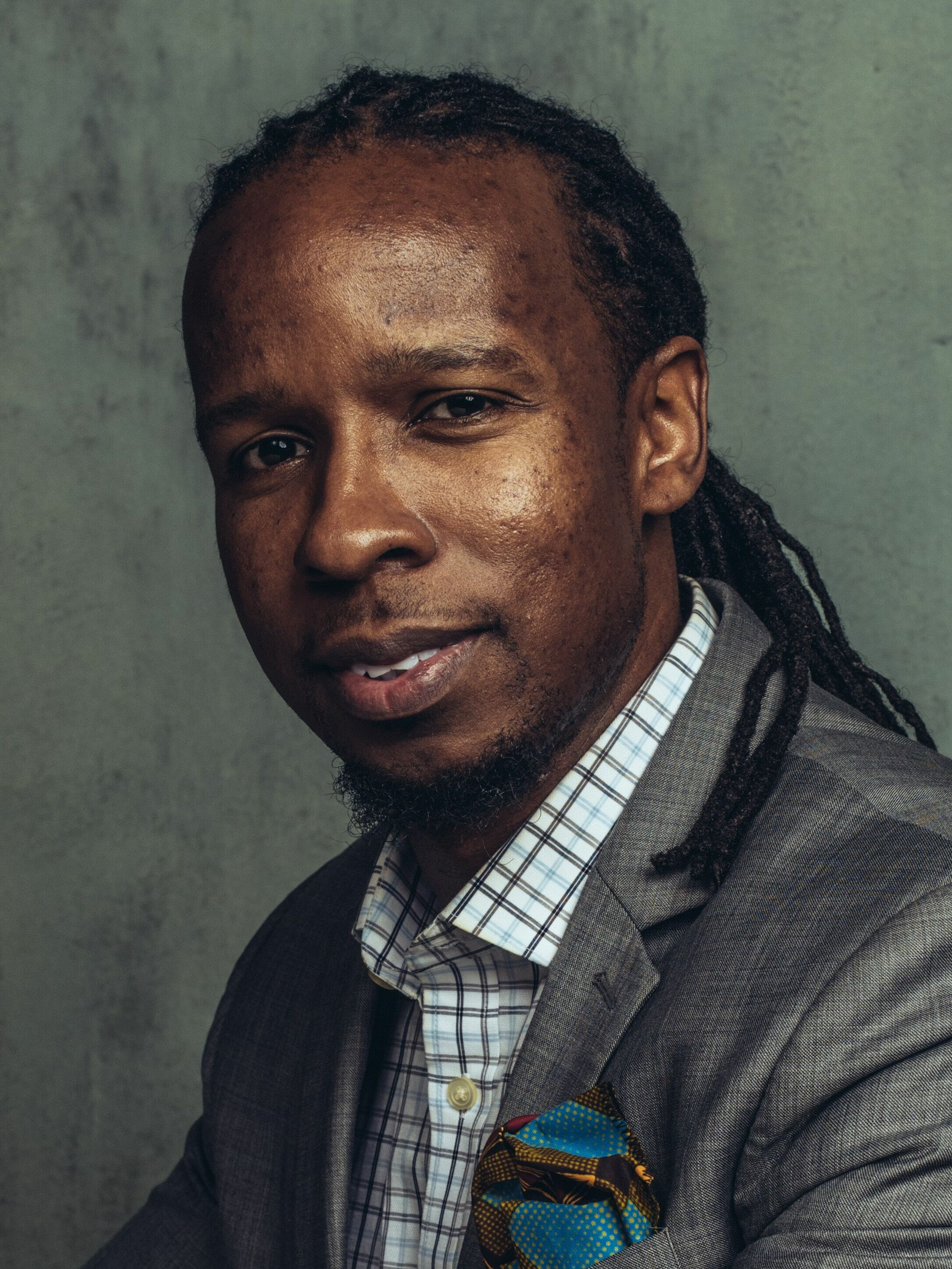
Ibram X. Kendi (2021)

Ibram X. Kendi (geboren als Ibram Henry Rogers am 13. August 1982 in Jamaica, Queens, New York City) ist ein US-amerikanischer Autor, Professor, Rassismusforscher und Antirassismus-Aktivist. Seit 2020 leitet er das Center for Antiracist Research an der Boston University. Im selben Jahr war er unter den Time 100 einflussreichsten Persönlichkeiten.

## Kindheit und Ausbildung
Kendi wurde am 13. August 1982 als Ibram Henry Rodgers im New Yorker Stadtbezirk Queens geboren. Seine Eltern – eine Wirtschaftsanalytikerin und ein Steuerberater und späterer Krankenhausseelsorger – gehörten der „Schwarzen Mittelschicht“ an. Beide wurden geprägt durch die Schwarze Befreiungstheologie und sind als methodistische Geistliche aktiv. Kendi hat einen älteren Bruder.
Die ersten beiden Schuljahre besuchte er eine lokale Grundschule, von der dritten bis zur achten Klasse mehrere christliche Privatschulen in Queens. Nach einem Jahr in der High School in New York zog die Familie 1997 nach Manassas, Virginia. Dort absolvierte er die restlichen drei Jahre der High School bis zum Abschluss im Jahre 2000.
Danach studierte er an der Florida A&M University und erwarb dort 2005 zwei Bachelor-Abschlüsse in den Fächern African American Studies sowie Journalistik. Während dieser Zeit sammelte er erste journalistische Erfahrungen in der Universitätszeitung sowie bei einem Praktikum beim Tallahassee Democrat. Nach Anfängen in der Sportberichterstattung konzentrierte er sich mehr und mehr auf Rassismusthemen.
Anschließend wechselte er zur Temple University in Philadelphia und erwarb dort 2007 einen Master-Abschluss in African American Studies. Nach einer Tätigkeit als Reporter für die Zeitung The Virginian Pilot setzte er seine Studien an der Temple University fort und wurde im Jahre 2010 mit der Arbeit The Black Campus Movement: An Afrocentric Narrative History of the Struggle to Diversify Higher Education, 1965-1972 („Die Black-Campus-Bewegung: Eine afrozentrische Erzählung über den Kampf um die Diversifizierung des Hochschulwesens, 1965–1972“) zum Ph.D. promoviert.

## Akademische Karriere
Kendi wurde an mehreren Colleges und Universitäten als Assistenzprofessor für African American Studies berufen: Von 2009 bis 2012 an die State University of New York at Oneonta von 2012 bis 2015 an die University at Albany und von 2015 bis 2017 an die University of Florida sowie 2014 für eine Gastprofessur an die Brown University.
Im Jahr 2017 wurde er als Professor für Geschichtswissenschaft an die American University in Washington D.C. berufen und wurde dort Gründungsdirektor des Antiracist Research & Policy Center.
Seit 2020 ist er Professor für Geschichtswissenschaft an der Boston University sowie Direktor des BU Center for Antiracist Research. Außerdem erhielt er die von der Andrew W. Mellon Foundation gestiftete Andrew W. Mellon-Professur für Geisteswissenschaften der Boston University, die vor ihm nur Elie Wiesel bekleidet hatte.
Kendi veröffentlichte Zeitschriftenbeiträge unter anderem in The Journal of African American History, Journal of Social History, Journal of Black Studies und im Journal of African American Studies.

## Kritik
Kritiker werfen Kendi unter anderem Doppelmoral vor: Einerseits kritisiere er den Kapitalismus als „siamesischen Zwilling“ des Rassismus, andererseits verlange er für Vorträge mehr als 32.000 US-Dollar pro Stunde. Auch habe er an seinem Forschungsinstitut zuletzt zahlreiche Stellen gestrichen, was seinem selbstgesteckten wissenschaftlichen Anspruch widerspreche.
Im September 2023 kündigte Kendi Massenentlassungen beim Center for Antiracist Research an. Es soll an dem Zentrum zum Missmanagement von Geldern durch Kendi gekommen sein. Auch sein Führungsstil wurde kritisiert. Die Boston University kündigte infolgedessen eine Untersuchung an.

## Privates
Nachdem Kendi erfahren hatte, dass Heinrich der Seefahrer eine führende Rolle bei der Etablierung des europäischen und rassistisch begründeten Sklavenhandels spielte, änderte er seinen zweiten Namen Henry zu Xolani, was auf Zulu „Frieden“ bedeutet.
Im Jahre 2013 heiratete Kendi die Ärztin Sadiqa Kendi auf Jamaika. Dabei änderten beide ihren Familiennamen zu Kendi, was „der Geliebte“ in der Sprache der Meru bedeutet. Gemeinsam haben sie eine Tochter.
Anfang 2018 wurde bei Kendi metastasierender Darmkrebs im IV. Stadium diagnostiziert. Nach einer Chemotherapie und einer Operation konnten im Herbst 2018 keine Krebszellen mehr nachgewiesen werden.

## Auszeichnungen und Preise
- 2016: Sachbuchpreis des National Book Award für die Untersuchung Stamped from the Beginning: The Definitive History of Racist Ideas in America.[23]
- 2019: Guggenheim-Stipendium im Fach U.S. History der John Simon Guggenheim Memorial Foundation
- 2019, 2020 und 2021: Aufnahme in die Liste der einflussreichsten Afroamerikaner zwischen 25 und 45 Jahren von The Root[24][25][26]
- 2020: Frances B. Cashin-Fellowship des Radcliffe Institute for Advanced Study der Harvard University[27]
- 2020: Aufnahme in die Liste der Time 100 einflussreichsten Persönlichkeiten.[1]
- 2021: MacArthur Fellowship[28]

## Schriften (Auswahl)

### Sachbücher
- 2012: The Black Campus Movement: Black Students and the Racial Reconstitution of Higher Education, 1965–1972. Palgrave, New York 2012, ISBN 978-0-230-11780-8.
- 2016: Stamped from the Beginning: The Definitive History of Racist Ideas in America. Nation Books, ISBN 978-1-56858-463-8.
  - Gebrandmarkt: die wahre Geschichte des Rassismus in Amerika. Übersetzung Susanne Röckel und Heike Schlatterer. C.H. Beck, München 2017, ISBN 978-3-406-71230-2.
- 2019: How to be an Antiracist. One World, New York, ISBN 978-0-525-50928-8.
  - How to be an Antiracist. Aus dem amerikanischen Englisch von Alina Schmidt, btb, München 2020, ISBN 978-3-442-75868-5.
- 2020: Be Antiracist: A Journal for Awareness, Reflection and Action. Random House, London. ISBN 978-1-84792-675-3.
  - Antirassistisch handeln – Ein Arbeitsbuch. Aus dem Englischen von Christiane Bernhardt. btb Verlag, 2022. ISBN 978-3-442-77147-9.
- 2022: How to Raise an Antiracist. Random House, New York 2022, ISBN 978-0-593-24253-7.

### Kinder- und Jugendbücher
- 2020: Antiracist Baby. Kokila, New York 2020, ISBN 978-0-593-11050-8.
- 2020: Stamped: Racism, Antiracism, and You. Mit Jason Reynolds. Little, Brown Young Readers, New York. ISBN 978-0-316-45369-1.
  - Rassismus und Antirassismus in Amerika. Mit Jason Reynolds. Aus dem Englischen von Anja Hansen-Schmidt und Heike Schlatterer. dtv, München, 2020. ISBN 978-3-423-64083-1.
- 2021: Stamped (For Kids) – Racism, Antiracism and You. Mit Jason Reynolds. Little, Brown Young Readers, New York. ISBN 978-0-316-16758-1.

### Als Herausgeber
- 2021: Four Hundred Souls: A Community History of African America, 1619-2019. Herausgeber: Ibram X. Kendi und Keisha N. Blain. One World, New York. ISBN 978-0-593-13404-7.

## Interview
- Christian Staas: Rassismus in den USA: Grausame Unlogik. Interview, in: Die Zeit, 14. Dezember 2017, S. 22.